# Keiem
Keiem är en ort i Belgien.   Den ligger i provinsen Västflandern och regionen Flandern, i den västra delen av landet, 110 km väster om huvudstaden Bryssel. Keiem ligger 2 meter över havet och antalet invånare är 1 298.
Terrängen runt Keiem är mycket platt. Runt Keiem är det ganska tätbefolkat, med 139 invånare per kvadratkilometer.. Närmaste större samhälle är Oostende, 15,2 km norr om Keiem. 
Trakten runt Keiem består till största delen av jordbruksmark.